# Plocama puberula
Plocama puberula là một loài thực vật có hoa trong họ Thiến thảo. Loài này được (Balf.f.) M.Backlund & Thulin mô tả khoa học đầu tiên năm 2007.